# Eau Blanche
De Eau Blanche is een bronrivier van de Viroin die ontspringt op een hoogte van 250 meter te Seloignes, in het uiterste zuiden van de provincie Henegouwen. Via Chimay, de belangrijkste stad aan de rivier, vloeit zij verder oostwaarts door de Calestienne die ze door een nauwe vallei nabij Lompret doorbreekt om bij Aublain de Fagne depressie te bereiken. Te Nismes, even voorbij Mariembourg (provincie Namen), vloeit op 150 meter hoogte de Eau Blanche samen met de Eau Noire om de Viroin te vormen.